# Zeppelin-Lindau Rs.III
Lo Zeppelin-Lindau Rs.III, citato anche come Zeppelin-Lindau (Dornier) Rs.III e Dornier Rs.III dal nome del progettista e responsabile dell'azienda, fu un grande idrovolante a scafo, quadrimotore e monoplano ad ala alta; venne sviluppato dall'azienda aeronautica tedesco imperiale Zeppelin Werk Lindau GmbH, una succursale della Luftschiffbau Zeppelin, nei tardi anni dieci del XX secolo ma rimase allo stadio di prototipo.
Modello sperimentale realizzato durante le ultime fasi della prima guerra mondiale, destinato alla Kaiserliche Marine (la marina militare imperiale tedesca) sopravvisse alla fine del conflitto fino al 1921, anno in cui venne smantellato.

## Storia del progetto
Lo sviluppo dell'Rs.III, benché in apparenza differisse dai suoi predecessori, fu il risultato dell'esperienza maturata dalla costruzione e dalle prove in volo effettuate sugli Rs.I ed Rs.II. Nel disegno del nuovo modello venne mantenuto lo scafo, di costruzione metallica anche se completamente in duralluminio e non in acciaio e lega leggera come nel precedente Rs.II, corto ma molto largo per fornire la necessaria stabilità sulla superficie acquatica, così come la collocazione dei due gruppi motopropulsori, due motori accoppiati in configurazione traente-spingente posti all'apice di altrettante incastellature tubolari che uscivano dalla parte superiore dello scafo.
Nuova era invece la soluzione tecnica nel collegamento e sostegno dell'impennaggio, passata da una trave di coda in struttura tubolare a vista collegata allo scafo ad una fusoliera a sezione quadrata, realizzata con longheroni in acciaio rivettati, alla struttura in duralluminio ricoperta da superiormente da duralluminio e verso coda in tela trattata, posizionata alta e che anteriormente fungeva da struttura di supporto dell'ala. Tale soluzione assicurava che la coda fosse il più possibile lontana dall'acqua riducendo così i danni causati dagli spruzzi nelle fasi di flottaggio, decollo ed ammaraggio, inoltre poteva accogliere eventuali postazioni di difesa dotate di mitragliatrici.
Anche la velatura era diversa, abbandonando la soluzione sesquiplana con sensibile scalatura positiva, dove il piano alare inferiore, di apertura e corda alare sensibilmente minori, era collocato al termine dello scafo, per una soluzione monoplana a semisbalzo, controventata con tiranti anziché con cavi. L'impennaggio, dal complicato disegno biplano, subì più modifiche nel corso delle successive prove in volo.
La costruzione dell'unico esemplare avvenne presso gli stabilimenti di Friedrichshafen tra l'aprile e l'ottobre 1917, mese in cui venne portato in volo per la prima volta dalla superficie del Lago di Costanza. In seguito venne trasferito sulla costa del Mare del Nord per i collaudi operativi.

## Impiego operativo
Dopo le iniziali prove di volo l'Rs.III venne inviato sulla costa del Mare del Nord per i collaudi in ambito operativo. Non è noto se in questo periodo fosse stato impiegato in missioni durante la prima guerra mondiale.
Al termine del conflitto non subì immediatamente la stessa sorte della gran parte della flotta aerea militare dell'ex Impero tedesco (quando gli aerei vennero immediatamente smantellati oppure ceduti come risarcimento dei danni di guerra) ma rimase in carico alla marina militare della Repubblica di Weimar ed impiegato per il rilevamento a vista delle mine navali fino al luglio 1921, quando venne distrutto per ordine degli Alleati.

## Utilizzatori
Germania
- Kaiserliche Marine

 Germania
- Reichsmarine

### Pubblicazioni
- Zeppelin-Lindau (Dornier) Rs III, in Aerei da guerra, Ginevra - Novara, Edito Service S.A. - Istituto Geografico De Agostini, 1993.